# Sarah Dines
Sarah Elizabeth Dines, née le 27 mai 1965 à Billericay est une femme politique britannique, membre du Parti conservateur. 
Elle est députée pour Derbyshire Dales de 2019 à 2024.

## Jeunesse et carrière
Dines est née à Billericay et grandit à Basildon, Essex.
Ses parents, Elizabeth Dale et Tony Dines, sont des métayers jusqu'à la fin de leur bail et leur ferme leur est prise pour faire partie de ce qui est alors devenu la nouvelle ville de Basildon. Sa mère est conseillère conservatrice au conseil de district de Basildon, puis au conseil municipal de Maldon, au conseil de district de Maldon et au conseil du comté d'Essex.
Dines fréquente l'école secondaire Chalvedon et obtient son baccalauréat au Basildon College. Elle étudie à l'Université Brunel de 1983 à 1987, et à l'Inns of Court School of Law entre 1987 et 1988. Elle est membre du Lincoln's Inn et est admise au barreau en juillet 1988,.
Elle travaille comme avocate en droit de la famille, dernièrement chez 3 Paper Buildings, traitant du divorce, notamment des actifs financiers et commerciaux complexes, des soins, de l'adoption, du droit international de l'enfance et de l'enlèvement d'enfants et des questions connexes. Elle est membre de la Family Law Bar Association et de la British Academy of Forensic Sciences,,.

## Carrière politique
Dines est une militante conservatrice de longue date, rejoignant le Parti conservateur à l'adolescence et est présidente des jeunes conservateurs de Basildon. À l'université, elle est présidente de l'Association conservatrice de l'Université Brunel et secrétaire des étudiants conservateurs de Londres. Elle travaille comme assistante parlementaire pour le député George Gardiner.
À l'âge de 21 ans, elle est élue au conseil de district de Basildon, représentant le quartier de Burstead de 1987 à 1991. Elle se présente au siège de Belfast East aux élections générales de 1997,.
Dines est élue députée de la circonscription de Derbyshire Dales aux élections générales de 2019 avec 29 356 voix, soit une majorité de 17 381 voix.
Pendant la campagne électorale, elle déclare que ses priorités sont de « faire aboutir le Brexit», préserver l'environnement et une meilleure connectivité numérique au sein de la circonscription.
Dans son discours inaugural du 17 mars 2020, Dines déclare : « Je suis une conservatrice de la classe ouvrière, éduquée dans une école polyvalente ». Dines mentionne que sa mère a fait du porte-à-porte avec elle dans la poussette, qu'elle a distribué son premier tract du parti conservateur à l'âge de 8 ans et qu'à l'âge de 17 ans, elle fait partie du comité qui sélectionne David Amess comme candidat parlementaire conservateur à l'époque pour Basildon.
Peu de temps après son élection, Dines est nommée secrétaire privée parlementaire du secrétaire d'État à l'Irlande du Nord par le Premier ministre Boris Johnson. Dines est au centre-droit du Parti conservateur. Elle est une partisane du groupe Blue Collar Conservatisme au Parlement qui existe pour « défendre les travailleurs » .
Elle est eurosceptique de longue date et est répertoriée comme telle lorsqu'elle est candidate conservatrice dans l'Est de Belfast. Elle soutient le Brexit lors du référendum d'adhésion à l'UE de 2016 et est membre du groupe de recherche européen .
Elle est Sous-secrétaire d'État parlementaire à la Justice et à l'Intérieur du 8 juillet au 20 septembre 2022 puis Lord commissaire du Trésor du 20 septembre au 27 octobre 2022 et enfin Sous-secrétaire d'État parlementaire à la Protection depuis le 27 octobre.

## Vie privée
Dines a quatre fils adultes. Son mari, David Hoile, est un conseiller en relations publiques. Sa résidence principale est un "manoir" classé grade II à Great Dunmow, dans l'Essex, acheté pour 800 000 £ en 2003. Au total, elle possède six maisons, dont une à Whitechapel, Londres, et un terrain, d'une valeur totale estimée à 5 millions de livres sterling, selon le Times.
Dines est une ancienne membre du First Aid Nursing Yeomanry (Princess Royal's Volunteer Corps), et attire l'attention sur le rôle de l'unité pendant la pandémie de coronavirus.